# Pascual Duarte
Pascual Duarte è un film spagnolo del 1976 diretto da Ricardo Franco, tratto dal romanzo La famiglia di Pascual Duarte di Camilo José Cela.
Fu presentato in concorso al 29º Festival di Cannes, dove José Luis Gómez vinse il premio per la miglior interpretazione maschile.

## Riconoscimenti
- 1976 - Festival di Cannes
  - Premio per la miglior interpretazione maschile (José Luis Gómez)